# Rząd Norwegii
Rząd Norwegii, Rada Państwa – najwyższy organ władzy wykonawczej w Norwegii składający się z premiera (z tytułem ministra stanu) oraz ministrów (radców stanu). Zgodnie z konstytucją powoływany jest i odwoływany przez króla, który może także przewodniczyć jego obradom.
14 października 2021 na czele aktualnego koalicyjnego rządu stanął Jonas Gahr Støre, przewodniczący Partii Pracy.